# Navadna tavžentroža
Tavžentroža (znanstveno ime Centaurium erythraea) je zeliščna rastlina. Uporablja se za spodbujanje želodčnih, črevesnih žlez in žlez slinavk.
Zraste 20-50 cm visoko in ima štirirobno steblo. Od celotne rastline se uporabljajo lahko le steblo in cvetovi, ki se jih nabere v juliju in avgustu.

## Rastišča tavžentrože
Tavžentroža raste po suhih in vlažnih prostorih, najdemo jo lahko  tudi na vlažnih gozdnih rastiščih. Problem za nabiralce je v tem da skoraj vedno raste posamič in raztreseno, nabiranje je zato zelo zamudno. Pazimo tudi, da rastlino režemo 5 cm od tal, saj bi jo drugače s trganjem izpulili zaradi njenega žilavega stebla. 

## Uporaba v ljudskem zdravilstvu
Že ime tavžentroža pove, da gre za dobro znano ljudsko zdravilo. Ima zelo grenek okus, ki ga lahko omilimo z vinom ali medom, nikoli pa ne smemo uporabljati sladkorja.
Najbolj učinkuje, če je ne kuhamo, ampak 8 ur namakamo v mrzli vodi (1 čajno žličko zeli namakamo v vodi za 3 skodelice, premešamo, pogrejemo in pijemo prijetno toplo). Uživamo jo pred obrokom, nikoli pa ne po njem. Čisti in izboljša kri pri slabokrvnosti, ureja obtok, tako izgine telesna in duševna utrujenost. Vpliva na delovanje jeter in žolčnika, ureja motnje v jetrih in žolču, lajša težave zaradi žolčnih kamnov, zdravi zlatenico. Čaj deluje pri rejenih ljudeh shujševalno, če ga pijejo daljši čas. 
Tavžentroža je predvsem splošno zdravilo za vse težave v želodcu ter črevesju: zavira vnetje, krepi oslabeli želodec, vrača apetit, odpravlja zaprtje in pospešuje iztrebljanje.
Čaj je priporočljiv pri prehladu saj čisti dihala. Pomaga pa tudi pri otrdelih pljučih, ki so posledica pljučnice.

## Galerija
- Tavžentroža, rastišče v hribovju Žumberak.